# Пауль Фридрих (великий герцог Мекленбург-Шверина)
Пауль Фридрих Мекленбург-Шверинский (нем. Paul Friedrich, Großherzog von Mecklenburg; 3 (15) сентября 1800, Людвигслюст — 23 февраля (7 марта) 1842, Шверин) — великий герцог Мекленбург-Шверинский с 20 января (1 февраля) 1837 года. Сын наследного принца Фридриха Людвига Мекленбург-Шверинского и русской великой княжны Елены Павловны. Внук российского императора Павла I.

## Биография
Родился 3 (15) сентября 1800 года в герцогском дворце в Людвигслюсте и получил имя в честь своих дедов — императора Павла и герцога Фридриха Франца. Учился в Женеве и Ростоке. Стал наследником престола после смерти отца в 1819 году и пришёл к власти в Мекленбурге после смерти деда Фридриха Франца Мекленбургского. При Пауле Фридрихе были проведены реформы правовой системы и инфраструктуры великого герцогства. Он перевёл столицу герцогства в Шверин и планировал построить новый дворец, поскольку старый более не соответствовал представительским функциям. Пауль Фридрих умер 23 февраля (7 марта) 1842 года, вскоре после начала строительства (он простудился, участвуя в тушении пожара в Шверине). Имя великого герцога Пауля в Шверине носит городской район и дамба. По инициативе Пауля Фридриха в Мекленбурге было начато строительство первой железной дороги в Германии.

## Воспоминания о нём
Фрейлина А. О. Смирнова, проезжавшая через Берлин в 1833 году, вспоминала: «В это время жил в отеле принц Павел Мекленбургский, офицер белых улан, белобрысый урод, вечером на лестнице всегда был кавардак. Пьяный Павел Мекленбургский, муж принцессы Александрины, и его двоюродный братец кого-то прибили, и хозяин их разнимал».

## Семья
Пауль Фридрих был женат на принцессе Александрине Прусской (1803—1892), дочери прусского короля Фридриха Вильгельма III. Супруга приходилась ему четвероюродной тётей через их общего предка, прусского короля Фридриха Вильгельма I. Свадьба состоялась в Берлине 25 мая 1822 года. Их дети:
- Фридрих Франц II (28 февраля 1823 — 15 апреля 1883), будущий великий герцог Мекленбург-Шверинский.
- Луиза Мария Елена (17 мая 1824 — 9 марта 1859), супруга князя Гуго Виндишгреца.
- Фридрих Вильгельм Николас (5 марта 1827 — 28 июля 1879), женат на принцессе Александрине Прусской, дочери принца Альбрехта Прусского.

## Награды
- 17 сентября 1800 года был награждён орденом Св. Андрея Первозванного[2].
- Орден Черного орла.
- Орден Слона.
- Орден Вендской короны.